# 小行星78393
小行星78393（78393 Dillon）是一颗绕太阳运转的小行星，为主小行星带小行星。该小行星于2002年8月8日发现。
該小行星以美國地球物理學家和業餘天文學家威廉·G·狄倫（William G. Dillon）命名。

## 轨道参数
小行星78393的轨道半长轴为2.6370383 UA，离心率为0.107。